# 7890 Yasuofukui
7890 Yasuofukui eller 1994 TC3 är en asteroid i huvudbältet som upptäcktes den 2 oktober 1994 av de båda japanska astronomerna Kazuro Watanabe och Kin Endate vid Kitami-observatoriet. Den är uppkallad efter Yasuo Fukui.
Asteroiden har en diameter på ungefär 2 kilometer.